# 転びキリシタン
転びキリシタン（ころびキリシタン）は、江戸時代に拷問や迫害によって棄教したキリシタン（吉利支丹）のことである。また、宣教師などの宗教指導者の場合には転びバテレンと言った。関連して、キリシタンが棄教することを「転ぶ」と言う。

## 概要
1612年（慶長17年）および翌1613年（慶長18年）に、江戸幕府はキリスト教に対する禁教令を出し、以後、江戸時代を通してキリスト教徒は弾圧・迫害された。幕府は、キリシタンに対して主に強制改宗策を取り、そのための様々な拷問を考案・実行した。拷問に耐えかねて棄教した者は多かったが、そのまま死亡（殉教）した者も多かった。
「転びキリシタン」の由来は京都所司代の板倉氏が彼らを棄教させるために考案したという拷問「俵責め」といわれる。これは俵に押し込めて首だけ出させ、それを転がしたり、山積みにして鞭打ったりしたというもので、この時、責め苦に耐えられず俵から"転がり出て"棄教したのでそう呼ばれるようになったといわれる。また『通航一覧』には『島原記』からの引用という形で1614年（慶長19年）に幕命を受けた大久保忠隣が、京都のキリシタンに俵責めを行い、その際に「ころべ、ころべ」と言ったことが由来とされている。
また、再び信仰を取り戻すことは「立ち上がる」「立ちかえる」と言った。
なお、転びキリシタンとは、あくまで1612年（慶長17年）の江戸幕府による禁教令以後の政策（拷問や迫害）によって棄教した者を指し、それ以前の者には特に使用されない。例えば、1587年（天正15年）の豊臣秀吉によるバテレン追放令で自主的に棄教した黒田孝高は当然、禁教令の直前で自主的に棄教した有馬直純も特に転びキリシタンとは呼ばれない。

## 転んだ後の処置
幕府は棄教を選択した者には、誓詞（起請文、俗に「転び証文」「転び書物」）に血判させた。これは主に日本誓詞と南蛮誓詞の2種類があり、両方か南蛮誓詞のみに血判を押させた。前者は（日本の）神仏に対する誓いであり、後者はキリスト教の神（デウス）や天使、聖人に対して信仰を棄てる誓いであった。この南蛮誓詞の文面は「デウスやマリアに誓って確かに転びました（棄教しました）」という一見奇妙な内容となっているが、先述のように省略されることもある日本誓詞に対して、必ず起請され信仰破棄の重要な証として扱われた。山本七平は「日本の契約は人間同士の話し合いが重要で神は話し合いの証人として呼び出されてくる存在である。普通の日本人なら『天地神明に誓って……』となるが、キリシタンは転ぶ時点では日本の神々を信じていないのだから、『天地神明に誓って……』と誓わせても信用できない。だからキリシタンの信じている神（デウス）に誓わせたのだ」と解説している。
また、棄教した者は切支丹類族帳に記載され、6代まで（女性の場合は3代）監視された（切支丹類族調べ）。年2回の届け出が義務付けられ、記載された者が死亡した場合には宗門改役（キリシタン奉行）に申告し、特に転びキリシタン当人であった場合には、火葬を指示された（キリスト教において火葬は禁忌）。

## 有名な転びキリシタン
- クリストヴァン・フェレイラ（沢野忠庵）
- ジュゼッペ・キアラ（岡本三右衛門）